# 571938 Mariaeimmart
571938 Mariaeimmart este o planetă minoră (asteroid) din centura de asteroizi. A fost descoperită pe 6 ianuarie 2008 la  de . 
Obiectul prezintă o orbită caracterizată de o semiaxă mare de 2,9760348046447 UAi, o excentricitate de 0,072776174840343, o înclinație de 11,387645436997 ° în raport cu ecliptica.